# Poperinge
Poperinge (Poperinghe en francés) es una localidad belga perteneciente al distrito de Ypres, en la provincia de Flandes Occidental. Tiene una población estimada, a principios de 2019, de 19.693 habitantes. El municipio es fronterizo con Francia.

## Historia
Se han encontrado restos arqueológicos datados en el Neolítico y se sabe que en época romana era el centro de una calzada que iba de Cassel a Aardenburg.
De la alta Edad Media a la Revolución francesa, la abadía de Saint-Omer era de quien dependía económica y eclesiásticamente el pueblo. El gran motor de su industria en el siglo XIII era la fabricación de banderas que hizo que el pueblo creciera mucho a partir de 1290. 
Destruida por las tropas francesas, junto con Bailleul, el 19 de marzo de 1478 durante la guerra de sucesión de Borgoña. 
Formó parte de los Países Bajos de los Habsburgo, hasta 1678 cuando los Tratados de Nimega la entregan a Francia, que la vuelve a ceder a España en 1697 por el Tratado de Rijswijk. En 1714 pasó a integrar los Países Bajos Austríacos. 
Durante la Primera Guerra Mundial, Poperinge fue con Furnes, la única localidad belga no ocupada por el ejército alemán. De esa época, alberga el Lijssenthoek Military Cemetery, que es el cementerio más grande británico (10.800 tumbas) de la Primera Guerra Mundial y que estaba ubicado al lado de un hospital de campaña. 
La iglesia de Abeele se sitúa justo en la frontera belgofrancesa, pero situada más bien en  Boeschepe.
Su burgomaestre actual es Christof Dejaegher.

## Geografía

### Secciones del municipio
El municipio comprende los siguientes ex municipios, que se fusionaron en 1977:
| - Poperinge - Krombeke - Proven - Reningelst - Roesbrugge-Haringe - Watou |

## Demografía

### Evolución
Todos los datos históricos relativos al actual municipio, el siguiente gráfico refleja su evolución demográfica, incluyendo municipios después de efectuada la fusión el 1 de enero de 1977.
| Gráfica de evolución demográfica de Poperinge entre 1846 y 2020 |
|                                                                 |